# زاویه (جلفا)
زاویه یکی از روستاهای استان آذربایجان شرقی است که در دهستان ارسی بخش مرکزی شهرستان جلفا واقع شده‌است.این روستا ۵۲۰ نفر جمعیت دارد.